# Embassy Racing
Embassy Racing – brytyjski zespół wyścigowy, motocyklowy i konstruktor samochodów wyścigowych, założony w 2003 roku przez Jonathana France. W brytyjskich wyścigach motocyklowych Superbike zespół startował we współpracy z Triumph jako MAP Embassy Triumph. W 2008 roku Embassy skonstruował prototyp startujący w 24-godzinnym wyścigu Le Mans oraz w 24h Daytona.
W historii startów w wyścigach samochodowych ekipa pojawiała się w stawce 24-godzinnego wyścigu Le Mans, Le Mans Series, FIA GT Championship oraz British GT Championship.